# Salins (entreprise)
Pour les articles homonymes, voir Salins.
 (décembre 2020).
Le Groupe Salins  dont la principale composante est la Compagnie des Salins du Midi et des Salines de l'Est est l'un des principaux saliniers européens. Il se consacre exclusivement à la production et à la commercialisation de sel.
Le groupe est également l'unique acteur européen à maîtriser et à mettre en œuvre les trois techniques de production de sel - solaire, thermique et minière. Il peut fournir du sel sous toutes ses formes, brutes ou élaborées, et pour toutes les applications : alimentation humaine, agriculture, chimie, déneigement, traitement de l'eau et autres activités industrielles.
Le groupe Salins dispose d'installations en Espagne, en France et en Italie, ainsi que dans plusieurs pays africains. Il déploie son activité logistique et commerciale sur l'ensemble du continent européen, en Afrique de l'Ouest et du Nord. Sa capacité de production s'élève à 4 millions de tonnes de sel par an.
L'histoire du groupe Salins a démarré en 1856 à Aigues-Mortes. Il compte aujourd'hui 1 500 personnes et réalise un chiffre d'affaires annuel consolidé de 300 millions d'euros.

## Productions

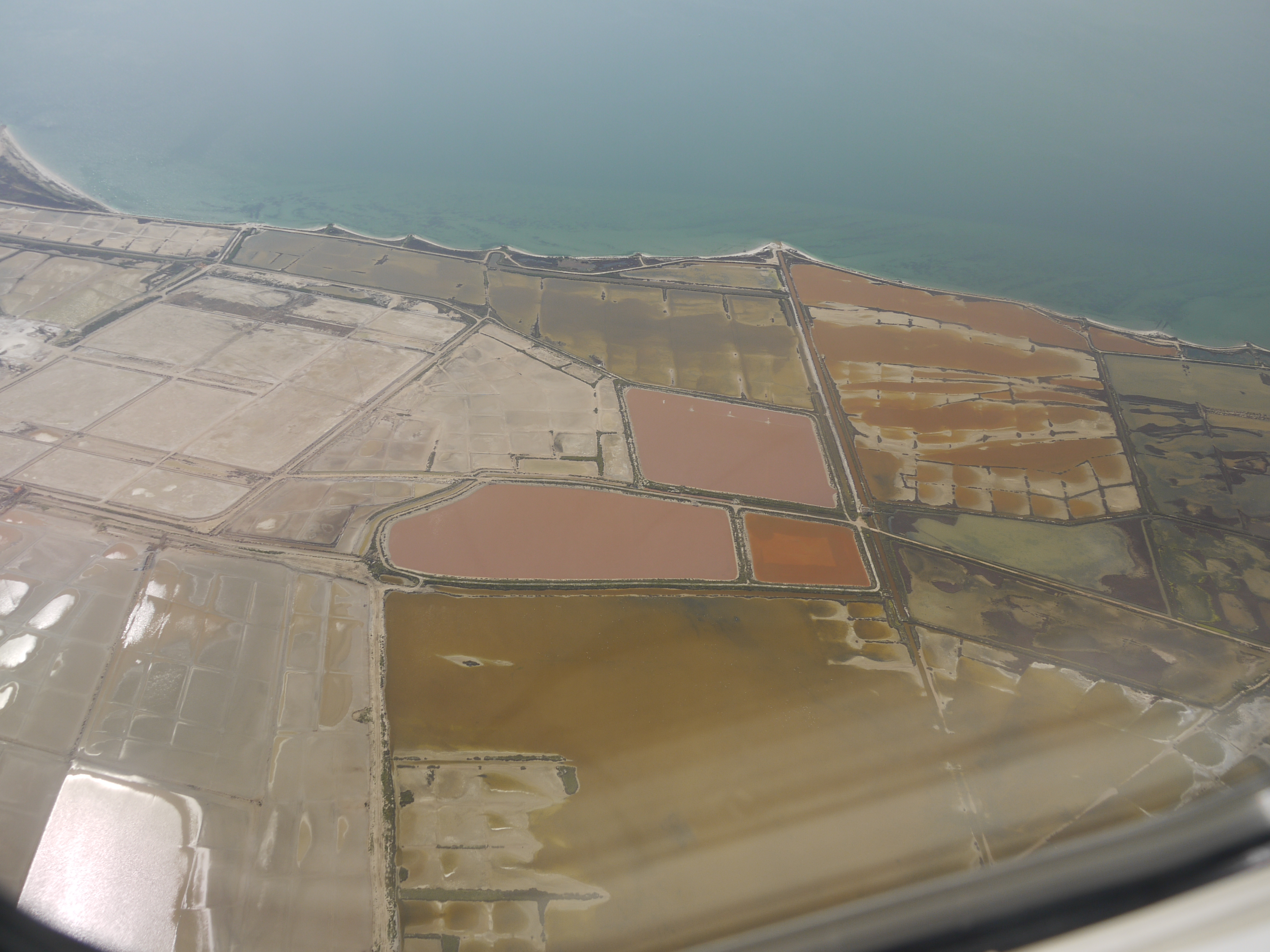
Salins de Berre

Ce groupe salinier est le second acteur en Europe sur le marché du sel ou chlorure de sodium avec une capacité de production installée de 4,4 millions de tonnes, se répartissant en :
- Sel de mer 3,0 Mt
- Sel igné (obtenu en chauffant de l'eau de source salée) 0,8 Mt
- Sel gemme 0,6 Mt

destiné, sous forme brute ou élaborée, à l’alimentation humaine, l’agriculture, la chimie, le déneigement, le traitement de l'eau et les activités industrielles.

## Histoire
Le groupe est créé en 1856 à Aigues-Mortes d'un groupement de propriétaires de salins devenu la société Renouard et Cie (Alfred Renouard) avant de devenir, en 1868, une société par actions, la Compagnie des Salins du Midi. Le siège est alors à Montpellier. Adolphe d'Eichthal en devient le président[Quand ?]. En 1890, la production de sel dépasse les 80 000 tonnes. Les salins de Giraud sont fondés à la même période par la société Péchiney.

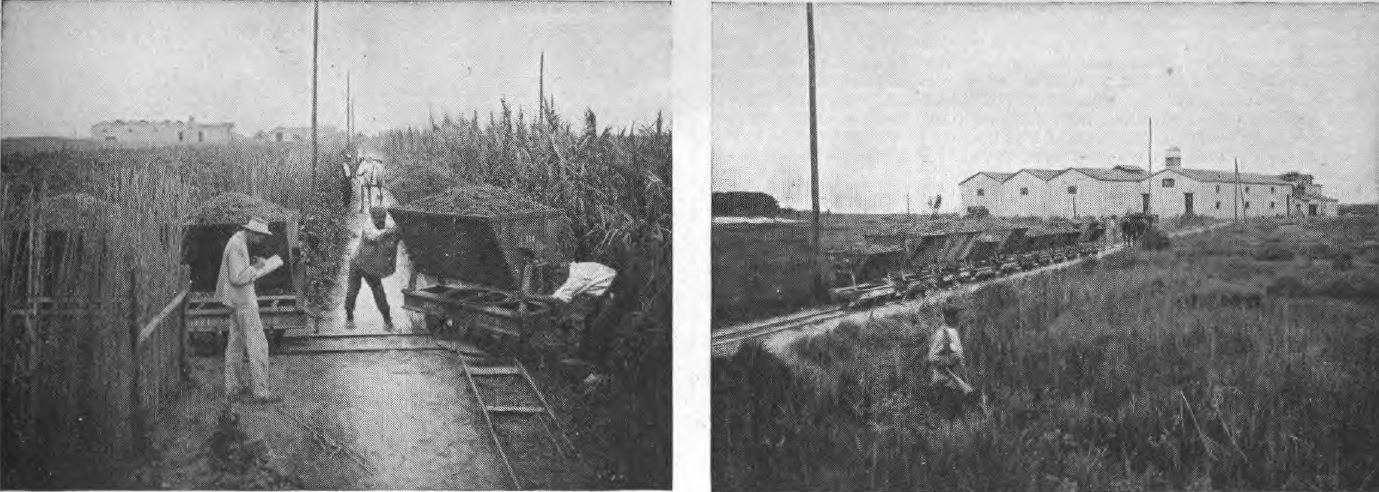
Exploitation du domaine viticole de la Compagnie vers 1920

En 1960, il rachète la Société salinière de l'Ouest, principal distributeur des sels de l'Ouest, contrôlant ainsi les deux tiers de la commercialisation des sels guérandais. En 1968, il fusionne avec la Société Salinière de l'Est et du Sud-Ouest et la saline de Dax (Landes), pour donner naissance à la Compagnie de Salins du Midi et des Salines de l'Est (CSME), groupe à dimension nationale.
En 2004, les fonds d'investissement français Abénex, Chequers Capital et un fonds géré par le Crédit Agricole (Union d'Études et Investissements) rentrent au capital.
En 2012, les fonds d'investissements français Abénex et Chequers Capital, mandate la banque d'affaires Lazard pour « amorcer le processus de vente » du groupe salinier. Ils stoppent le processus quelques mois plus tard faute d'offres globales. 
En 2014, Hubert François, devient l'actionnaire majoritaire via son holding familial Finachef, le reste du capital étant détenu par un autre actionnaire individuel. Le montant de la transaction n'a pas été rendu public.

## Salins en chiffres
- Siège social à Clichy
- Chiffre d’affaires 2019 : 149 000 000
- Chiffre d’affaires 2021 : 19 137 000[5]
- Effectif du groupe : 250 à 499 salariés

Le groupe Salins serait le premier propriétaire foncier privé de France avec 32 500 ha dont 25 000 en exploitation.

### Fonds d'archives
- Fonds : Archives de la Compagnie des salins du Midi (1600-1988) [76,8 ml].  Cote : 94 J. Montpellier : Archives départementales de l'Hérault (présentation en ligne).

- Fonds : Archives des Salins de Peccais (1538-1892) [1,65 ml].  Cote : 3 F. Montpellier : Archives départementales de l'Hérault (présentation en ligne).